# Festival Internacional de Quadrinhos
O Festival Internacional de Quadrinhos é um evento cultural de divulgação e fomento da linguagem das histórias em quadrinhos. Realizado em Belo Horizonte com freqüência irregular, e já foi eleito algumas vezes como principal evento de histórias em quadrinhos no Brasil. Em 2011 superou a marca de visitantes de eventos como a Comic-Con em San Diego e passou a ser considerado o maior evento de quadrinhos da América.
O FIQ é a evolução natural de um outro evento criado anteriormente - a Bienal Internacional de Quadrinhos do Rio de Janeiro, idealizada por Roberto Ribeiro, da editora Casa 21. Após duas edições no RJ (em 2001 e 2003), Roberto trouxe o evento para Belo Horizonte aproveitando o ensejo da criação de novas leis de incentivo à cultura promovidas pela prefeitura de Belo Horizonte durante a gestão do prefeito Patrus Ananias (PT-MG, entre 1993-1996). A transferência do evento para a capital mineira e sua conseqüente permanência no calendário oficial da prefeitura aconteceu durante os mandatos de Célio de Castro (PSB-MG) e Fernando Pimentel (PT-MG).
Embora sua programação varie de edição para edição, reúne, geralmente, convidados de relevância nacionais e internacionais, exposições, lançamentos, feira de publicações, sessões de vídeo, oficinas, palestras, mesas redondas e outras atividades.

## História

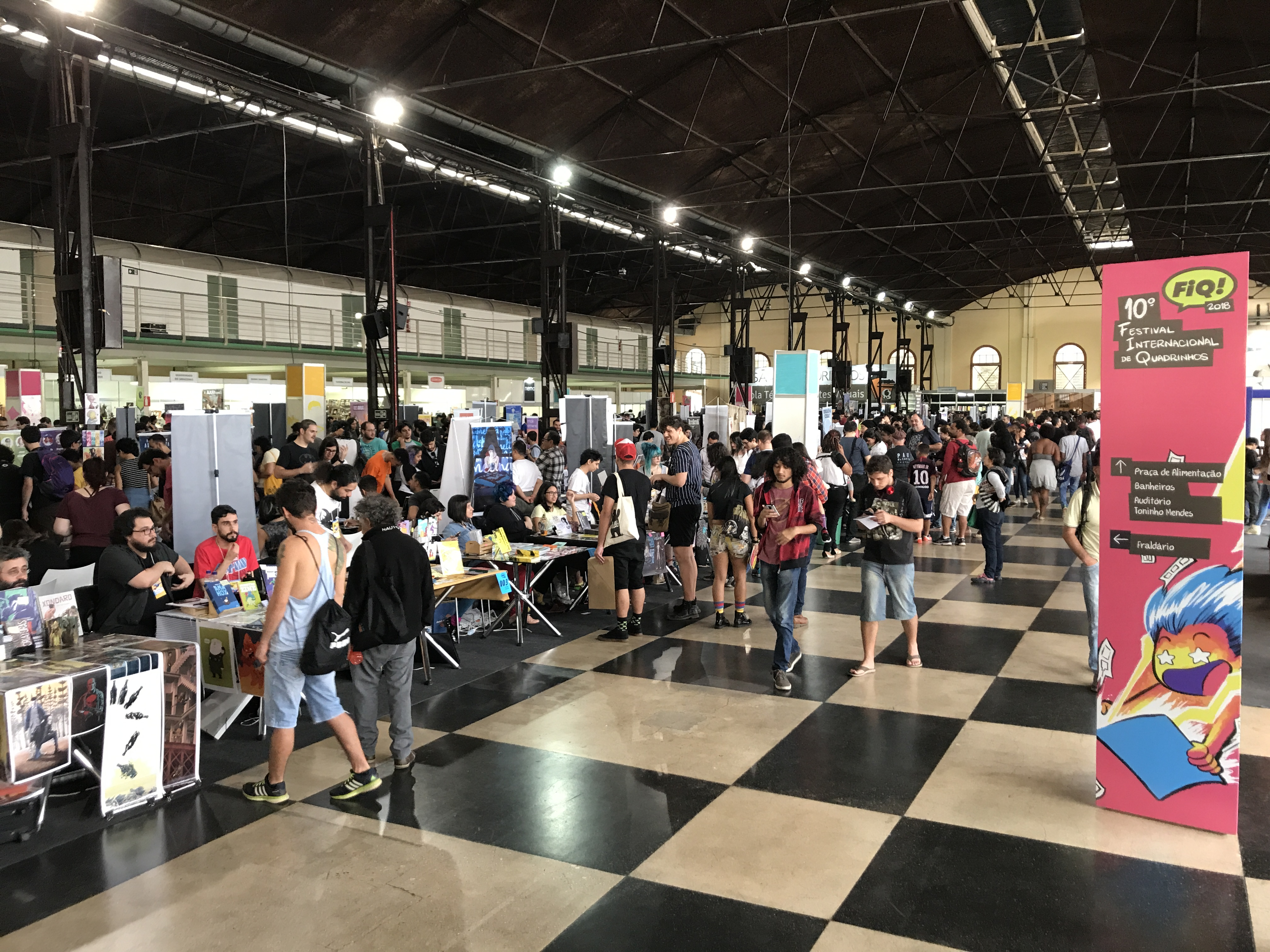
10º Festival Internacional de Quadrinhos, 2018

### 1º FIQ - 1999
Após o grande sucesso da edição 1997 da Bienal Internacional de Quadrinhos, ocorrida já em solo mineiro, a Prefeitura de Belo Horizonte adota o evento oficialmente em seu calendário, mudando seu nome para simbolizar a nova fase. Surge assim a primeira edição do FIQ, ocorrida em dezembro de 1999. O local da realização foi o Centro Cultural da UFMG, na região central da capital. O evento foi composto por debates, exposições, oficinas e lançamentos, com as presenças internacionais de François Boucq (França), Philippe Vuillemin (França) e Miguelanxo Prado (Espanha). Além deles, os brasileiros Mauricio de Sousa, Lourenço Mutarelli, Laerte, e os talentos locais Chantal e Alves. O público estimado foi de aproximadamente 5 mil pessoas. 

### 2º FIQ - 2001
A segunda edição do FIQ aconteceu em outubro de 2001, desta vez na Casa do Conde. Entre debates, oficinas, exposições, e mostras de vídeo, estiveram os convidados internacionais José Muñoz (Argentina), Carlos Nine (Argentina) e Jano (França) além dos brasileiros André Diniz, Jô Oliveira, Marcello Quintanilha, Lélis e Eloar Guazzelli. Houve ainda uma exposição do quadrinista catalão Miguelanxo Prado.
Alguns dos lançamentos desta edição foram "Mendelévio" de João Marcos, a edição nº 9 da revista Graffitti, e "Saino a Percurá" de Lélis, além do re-lançamento de "A Guerra do Reino Divino" de Jô Oliveira. 
Também foram exibidos os curtas de animação "A Flor do Caos" e "Selenita Acusa!" do professor Luiz Nazario, da Escola de Belas Artes da UFMG, realizados com recursos da Lei Municipal de Incentivo à Cultura da PBH e pelo Prêmio Estímulo da Associação Curta Minas/CEMIG.

### 3º FIQ - 2003
A terceira edição ocorreu novamente no espaço Casa do Conde, em setembro de 2003. Os convidados internacionais foram Sergio Toppi (Itália), Lorenzo Mattoti (Itália), David Lloyd (Reino Unido), Kyle Baker (EUA) e Jacques de Loustal (França). Do Brasil: Chantal, Angeli, Allan Sieber, Adão Iturrusgarai, Fábio Zimbres e Ota. O homenageado foi o mineiro Mozart Couto, que assinou o cartaz do evento e recebeu uma exposição com uma retrospectiva de suas obras desde 1979. Essa edição marcou a estréia da Maratona de Quadrinhos, um projeto destinado aos educadores, que coloca os quadrinhos como ferramenta de ensino.

### 4º FIQ - 2005
A quarta edição do FIQ foi realizada entre 5 e 9 de outubro de 2005, novamente na Casa do Conde. O premiado quadrinista paulista Lourenço Mutarelli foi o principal homenageado do evento, com uma grande exposição com 110 trabalhos originais, abrangendo toda a sua carreira.
Também foram homenageados os mineiros Antônio Roque Gobbo, colecionador de quadrinhos e fundador da Gibiteca municipal, e o quadrinista Lacarmélio Alfeo de Araújo, criador do personagem Celton. Ocorreram também um encontro de animadores, sessões de RPG e de avaliações de portfólio além de diversas exposições. Alguns convidados desta edição: Gary Panter (EUA), Gianfranco Manfredi (Itália) e Frédéric Boillet (França) além dos brasileiros Fábio Moon e Gabriel Bá, LOR e João Marcos. 

### 5º FIQ - 2007
Ocorrido em outubro de 2007, o evento voltou a ser realizado na Serraria Souza Pinto e celebrou o Centenário da imigração japonesa no Brasil promovendo inclusive, duas exposições com essa temática: "Nouvelle Mangá" e "Dreamland". Também como parte desta comemoração, o evento convidou o quadrinista Júlio Shimamoto para desenhar o cartaz oficial desta edição. Convidados internacionais: Eduardo Risso, Domingos Mandrafina, Carlos Sampayo e Juan Sáenz Valiente (todos da Argentina); Pascal Rabaté e Benoit Sokal (França); Giancarlo Berardi (Itália); Eddie Berganza (EUA); e Kan Takahama (Japão). Do Brasil: Orlando Pedroso, Sérgio Macedo, Duke, Lor, Nilson, Eloar Guazelli, Marcatti, Cedraz e Sônia Luyten. 
Nesta edição, a curadoria de Roberto Ribeiro já começou a ser divida com Afonso Andrade, que posteriormente viria a ser o coordenador geral do evento. 

### 6º FIQ - 2009
A edição 2009 do FIQ foi realizada extraordinariamente nas dependências do Palácio das Artes e do Parque Municipal Américo Renné Giannetti. O evento correu entre entre os dias 6 e 12 de outubro e recebeu um público estimado em 75 mil pessoas. O FIQ 2009 fez parte do Ano da França no Brasil e os quadrinistas homenageados foram o desenhista Renato Canini e a ilustradora Ciça Fittipaldi. Esta edição do FIQ recebeu, no ano seguinte, o Troféu HQ Mix de melhor evento do Brasil na área dos quadrinhos e humor gráfico.
Convidados desta edição incluem: Teresa Valero (Espanha), Reinhard Kleist (Alemanha), Cizo (França), Liniers (Argentina), Ben Templesmith (Austrália), Becky Cloonan (EUA), Craig Thompson (EUA), Xiao Pan (China) e Guy Delisle (Canadá). Alguns convidados do Brasil: Rafael Grampá, Ivan Reis, Cris Peter, Gio Vieira, Duke e Ciça Fittipaldi. A curadoria ficou a cargo de Roberto Ribeiro e Afonso Andrade.

### 7º FIQ - 2011
Em 2011, o evento retornou à Serraria Souza Pinto e recebeu um público recorde de 148 mil pessoas, atraídas em parte pelo homenageado daquele ano, Maurício de Sousa. Este número superou o recorde de público da edição anterior da San Diego Comic-Con em 2010, que teve 130 mil visitantes. O sucesso do evento lhe rendeu o título de maior evento de quadrinhos da América, por parte do blog britânico Bleeding Cool.
Além da homenagem ao cartunista Maurício de Souza O FIQ 2011 também ofereceu um panorama da produção em quadrinhos da Coréia do Sul com as presenças de Park Sang-sun e Cheon Kye-young (Coreia do Sul). Outros convidados do evento: Olivier Martin e Cyril Pedrosa (França); Kelly Sue DeConnick, Matt Fraction, Jill Thompson e Bill Sienkiewicz (EUA); Calpurnio e Horacio Altuna (Argentina/Espanha); Ana Luiza Koehler, Adriana Melo, Marilda Castanha, Ricardo Tokumoto, Jean Galvão, Vitor Cafaggi, Mateus Santolouco, Piero Bagnariol, Eloar Guazzelli e Gualberto Costa. 
Além das atividades já tradicionais do FIQ, nesta edição foi inaugurado o espaço de mesas individuais para artistas independente, no estilo dos artist’s aleys das convenções americanas, o que gerou uma movimentação muito maior de artistas independentes e locais. Ao longo dos ano este formato se popularizou cada vez mais nos eventos brasileiros, ganhando mais espaço dentro do próprio FIQ e também na CCXP a partir de 2014.
A edição 2011 FIQ também foi marcada por um experimento único: uma edição especial da revista Graffiti que foi inteiramente criada, produzida, impressa, encadernada e distribuída dentro da própria Serraria durante os dias do evento. 

### 8º FIQ - 2013
Em 2013, o evento foi novamente realizado na Serraria Souza Pinto, entre 13 e 17 de de novembro, trazendo outra novidade: a Rodada de Negócios, promovida pelo SEBRAE. Este evento paralelo reuniu cerca de 200 quadrinistas que puderam apresentar seus projetos e portfólios para representantes de várias editoras de quadrinhos do Brasil e também para agenciadores internacionais. 
A homeneageada daquela edição foi Laerte Coutinho que recebeu uma grande exposição multi-mídia produzida com a curadoria de seu filho o também cartunista Rafael Coutinho. Marcaram presença naquela edição: Eduardo Risso (Argentina), Salvador Sanz (Argentina), George Pérez (EUA), Ivo Millazo (Itália) e Jérémie Nsingi (República Democrática do Congo). Do Brasil: Eduardo Damasceno, Luis Felipe Garrocho, Cris Eiko, Paulo Crumbim, Daniel Esteves, Lu Cafaggi, Marcatti, Julia Baxx, Danilo Beyruth, Érica Awano, Hector Lima e Pablo Casado.

### 9º FIQ - 2015
Realizado novamente na Serraria Souza Pinto, o FIQ atingiu sua nona edição em novembro de 2015, firmando parcerias com os projetos "Leitura para todos" da quadrinista Marguerite Abouet (Costa do Marfim) e a feira "Faísca", mercado gráfico organizado pela Pulo Comunicação de Belo Horizonte. Nesta edição o quadrinista homenageado foi o baiano Antônio Cedraz, que dedicou sua vida ao quadrinhos e à cultura nordestina. 
Na feira de quadrinhos, houve um crescimento do espaço para os independentes, e das 34 mesas que estavam na estréia desta área em 2011, o número subiu para 123 mesas. 
Pessoas que passaram por esta edição: Gail Simone, Jen Wang, Howard Chaykin, Amy Chu, Jeff Smith, Babs Tarr e Cameron Stewart (EUA);  Birgit Weyhe (Alemanha); e Marguerite Abouet (Costa do Marfim). Do Brasil: João Marcos, Aline Lemos, Rebeca Prado, Carol Rossetti, Cris Eiko, Danilo Beyruth, Marcelo D´Salete, Sirlanney, Alexandre Beck e Bianca Pinheiro. A curadoria foi de Daniel Werneck e Ana Luiza Koehler. 

### 10º FIQ - 2018
Em 2017, o evento não foi realizado, sendo reprogramado para 2018. O time de curadores outrora composto por Daniel Werneck e Ana Koehler foi ainda complementado com a introdução de Fabiano Azevedo (editor da Grafitti) e Carol Rossetti (quadrinista e ilustradora).
A décima edição ocorreu entre 30 de maio e 3 de junho de 2018, novamente na Serraria Souza Pinto e com extensões no Centro de Referência da Juventude da Prefeitura de BH. O evento manteve suas mesas de debates, oficinas, exposições, feira de mesas individuais, além de mostra de cinema, da rodada de negócios, lançamentos e sessões de autógrafos. 
A quadrinista homenageada daquela edição foi a paulista Érica Awano, artista de origem asiática e referência nacional no estilo mangá, e desenhista da série Holy Avenger. Também compareceram nesta edição o inglês Dave McKean (lançando seu livro Black Dog), Anne-Charlotte Gauthier (França), Claudia Ahlering (Alemanha), Flore Balthazar (Bélgica), Mario Alberti (Itália), Zero Calcare (Itália), Troche (Uruguai) e PowerPaola (Equador). Do Brasil: Davi Calil, Jefferson Costa, Milena Azevedo, Mika Takahashi, Luiz Gê, Elie Irineu, Alec Drummond e João Belo. 

### FIQ EM CASA - EDIÇÃO ESPECIAL VIRTUAL (2020)
O FIQ em Casa foi uma edição especial, não-canônica, ocorrida em 2020, durante a pandemia de Covid-19. Assim como vários outros eventos de quadrinhos ao redor do mundo (como a Cartoon Crossroads Columbus por exemplo) o FIQ também optou por adiar um encontro presencial produzindo e transmitindo exclusivos, ao vivo e com interação do público, sempre relacionados às temáticas tradicionais do evento. 
A programação contou com 12 lives de bate-papos com quadrinistas e animadores, como Paulo Moreira, Aline Lemos, Carol Ito, Cristiano Seixas, Eduardo Damasceno, Germana Viana, André Dias e a editora Janaina de Luna. Os áudios resultantes destas entrevistas foram disponibilizados em formato de podcast. No Instagram do evento foram exibidos vídeos de oito quadrinistas convidados, mostrando seus espaços criativos e como era sua rotina de trabalho durante a pandemia. A curadoria desta edição virtual foi de Aline Lemos, Rebeca Prado, Vitor Cafaggi e Erick Ricco com a coordenação de Afonso Andrade e Gabriel Nascimento. 

### 11º FIQ - 2022
Predefinição:Expand section
Ocorrido no Minascentro.

## Datas e homenageados
| No. | Data                          | Local                                | Homenagem          | País em foco  | HQmix | Ref    |
| --- | ----------------------------- | ------------------------------------ | ------------------ | ------------- | ----- | ------ |
| 1   | 1–5 de dezembro de 1999       | Centro Cultural da UFMG              | Angeli             | França        | --    | [ 23 ] |
| 2   | 10–14 de outubro de 2001      | Casa do Conde                        | Jô Oliveira        | Argentina     | --    | [ 24 ] |
| 3   | 24–28 de setembro de 2003     | Casa do Conde                        | Mozart Couto       | Itália        | 🏆    | [ 25 ] |
| 4   | 5–9 de outubro de 2005        | Casa do Conde                        | Lourenço Mutarelli | Espanha       | 🏆    | [ 26 ] |
| 5   | 16–21 de outubro de 2007      | Serraria Souza Pinto                 | Júlio Shimamoto    | Japão         | 🏆    | [ 27 ] |
| 6   | 6–12 de outubro de 2009       | Palácio das Artes / Parque Municipal | Renato Canini      | França        | 🏆    | [ 28 ] |
| 7   | 9–13 de novembro de 2011      | Serraria Souza Pinto                 | Mauricio de Sousa  | Coreia do Sul | 🏆    | [ 29 ] |
| 8   | 13–17 de novembro de 2013     | Serraria Souza Pinto                 | Laerte Coutinho    | –             | 🏆    | [ 30 ] |
| 9   | 11–15 de novembro de 2015     | Serraria Souza Pinto                 | Antonio Cedraz     | –             |       | [ 31 ] |
| 10  | 30 de maio–3 de junho de 2018 | Serraria Souza Pinto                 | Érica Awano        | –             |       | [ 32 ] |
| 11  | 3 a 7 de agosto de 2022       | Minascentro                          | Marcelo D'Salete   | --            | 🏆    |        |